# Batalla naval de Barcelona (1642)
La batalla naval de Barcelona de 1642 fou un dels episodis de la Guerra dels Segadors.

## Antecedents
La primavera del 1640, Francesc de Tamarit fou empresonat acusat de no facilitar les lleves i els allotjaments. Camperols revoltats van entrar a Barcelona el 22 de maig i el posaren en llibertat. El 7 de juny del mateix any, en el Corpus de Sang, grups de segadors entren de nou a la ciutat i fou assassinat el virrei de Catalunya Dalmau III de Queralt.
El setembre, l'exèrcit de Felip IV va ocupar Tortosa amb l'aliança senyorial catalana i del bisbe de la ciutat, que, com la totalitat dels bisbes que ocupaven les seus catalanes, era políticament reialista. L'ocupació de Catalunya fou seguida d'una duríssima repressió contra el poble revoltat. El 17 de gener de 1641, davant l'alarmant penetració de l'exèrcit castellà, Pau Claris al capdavant de la Generalitat de Catalunya, proclamà la República Catalana, amb l'adhesió de la burgesia urbana descontenta per la pressió fiscal, acordant una aliança politicomilitar amb França. Per obtenir l'ajuda, es posava Catalunya sota l'obediència de Lluís XIII de França. Pocs dies després, amb l'ajuda de l'exèrcit francès, la Generalitat obtingué una important victòria militar en la batalla de Montjuïc de 26 de gener del 1641, i les tropes castellanes es retiraven a Tarragona.
Poc més tard moria Pau Claris, i la difícil situació local i internacional, dugué a la Diputació del General a proclamar comte de Barcelona i sobirà de Catalunya al rei Lluís XIII, i l'inici d'una ofensiva per recuperar tot el territori català assetjant Tarragona - Setge de Tarragona (1641) - atacant Montsó - setge de Montsó (1642) - defensant Lleida - batalla de Lleida (1642) - i finalment va intentant recuperar Tortosa.
Després de les desfetes castellanes de 1640 i 1641, la Ciutadella de Roses va quedar en poder de la cavalleria espanyola, que des d'allà controlava la ciutat de Perpinyà. Els intents d'abastir-los per terra van fracassar, essent derrotats a la batalla de Montmeló i a la batalla de la Granada. Llavors els espanyols van reunir a Cadis un gran estol amb totes les naus disponibles i el van carregar amb les armes i vitualles necessàries per reforçar Roses. La flota castellana era formada per 87 naus, amb 36 naus grosses, 10 galeres, 6 brulots i 35 "barcos longos". Era comandada per Alonso de Idiáquez y Butrón de Múgica, Marquès de Ciudad Real.
Sabedors els francesos d'aquest fet, van reunir les seves flotes de Llevant (Mediterrani) i Ponent (Atlàntic) a les costes catalanes, i van estar cercant l'enemic sense èxit. En total reuniren 44 naus grosses, 17 galeres i 13 brulots, sota el comandament de Jean Armand de Maillé-Brézé, Duc de Fronsac i Marquès de Brézé. Cansats de no trobar l'enemic, es van reunir a Barcelona per fer aiguada i carenar les galeres.

## Batalla
Cap a les tres de la tarda del 30 de juny de 1642, la torre de Montjuïc va albirar l'estol castellà, mentre el francès era al port de Barcelona, i tot i el mal temps, la flota franco-catalana es va fer a la mar i va atacar. Les galeres comandades pel Bailly de Forbin van envoltar el galió Santo Tomás, el van capturar i el van dur al port de Barcelona.
L'endemà a les 10 del matí es reprèn la batalla davant de Sitges. En tres línies, l'armada francesa aguantà el xoc de l'espanyola, mentre les galeres comandades per Forbin es posaven a la rereguarda de l'enemic, que va haver de destinar cinc naus a protegir el galió La Testa de Oro, que havia estat desarborat el dia anterior.
A l'avantguarda de la flota francesa, el cavaller de Cangé, amb el Galió de Guisa i Mare de Déu de la Victòria aguantà l'atac de les naus del Duc de Ciudad Real, Balaqui i Tomás de Mundaca, que van ser rellevats al cap de dues hores pel comte de Tirconell, comandant La Madalena, amb cinc naus de refresc. Ciudad Real i Sancho de Urdanivia van fer una línia per aïllar de qualsevol possible socors al galió De Guisa, que era molt vistós amb “sa grandeur, ses enrichissements et dourures à la poupe et au phanal”. L'única nau francesa que s'hi va poder acostar va quedar envoltada ràpidament i va haver de fugir. Des de la una del migdia fins al vespre, Cangé va lluitar sense defallir, amb el pavelló de contra-almirall hissat. Dels seus 540 homes, 150 van caure. La seva resistència només acabà per un error de la flota francesa mateixa.
Un brulot comadat per Massé o Massay fou llençat en flames contra el galió d'Urdanivia, es va desviar i va xocar contra el Guisa, que es va encendre pels quatre costats. En aquells moments hi havia quatre naus abarloades que s'estaven assaltant les unes a les altres i la Madalena s'acabava de lliurar al Guisa.

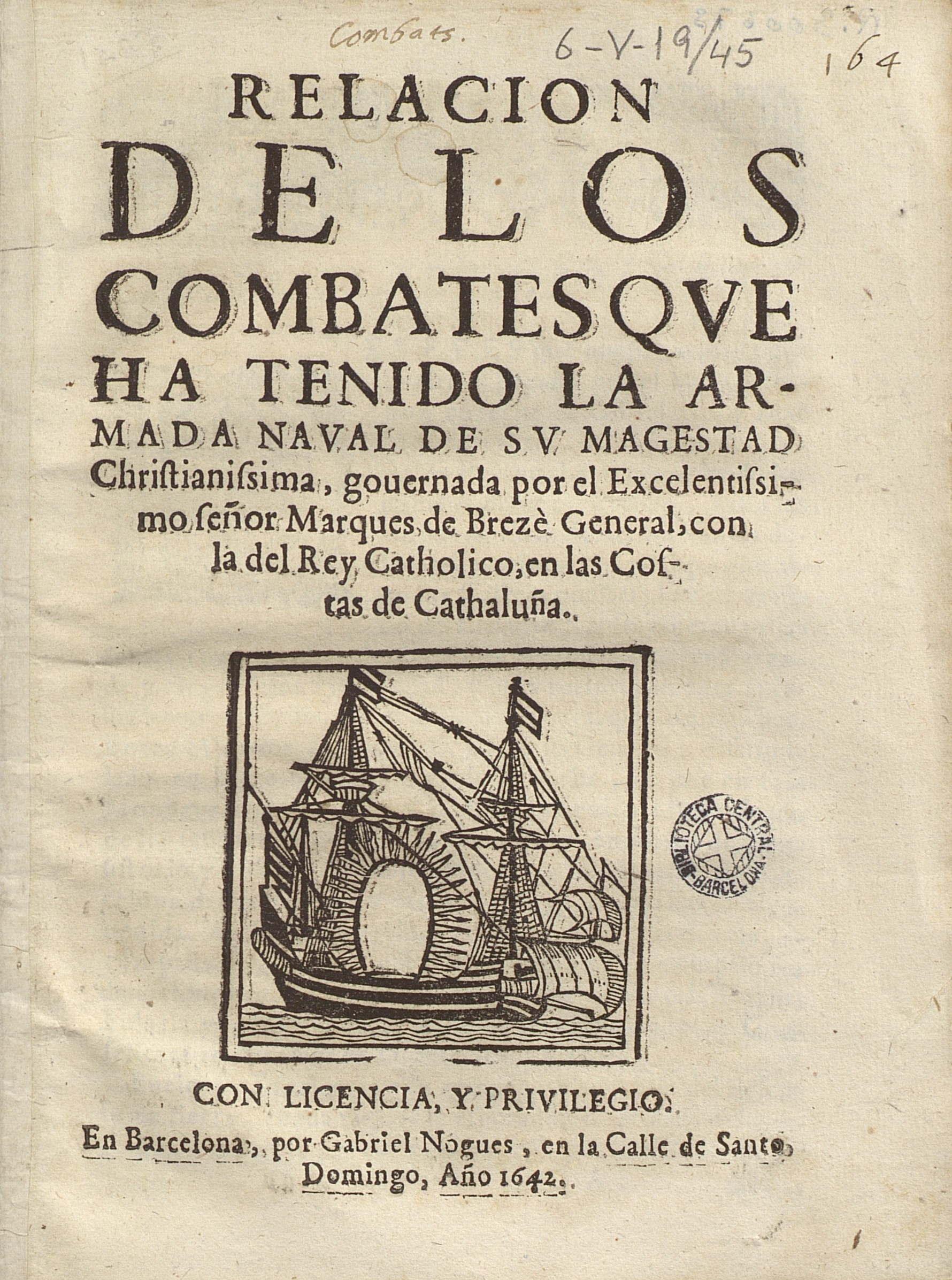
Portada de l'opuscle publicat sobre la batalla de Barcelona de 1642

Totes les naus es van separar per no cremar. Amb el braç trencat d'un tret de mosquet, Hercule Conigan de Cangé no va voler sobreviure a la pèrdua de la seva nau. El “millor cap de mariner que ha tingut França”, va donar ordre als seus homes de salvar-se i es va quedar a bord.
De tota la tripulació, només se'n van salvar uns quaranta homes. Als desgraciats que s'acostaven i agafaven a les xalupes espanyoles, els espanyols els tallaven les mans.
Conigan, però, fou venjat: La Magdalena del comte de Tirconel, magnífic galió de 650 tones, 34 canons i 300 homes, també es va enfonsar pel foc. Al costat d'aquesta, l'Ángel Gabriel, comandada per Gonzalo de Luna i que comptava amb Pablo de Parada com a cap de la infanteria embarcada, va tenir també molts problemes per no cremar tota.
Una quarta nau, que havia estat atacada per les galeres franceses, es va enfonsar a la llunyania.
Probablement es tractava de la urca Testa de Oro.
A la nit, la victòria era servida: Ciudad Real es retirava a Mallorca havent perdut tres galions, molts brulots, 250 morts, 417 ferits, centenars de presoners, els almiralls Francisco Feijó de Sotomayor i Tomás de Echaburu, el mestre de camp de Tirconel i el capità Andrés Herrera.

## Conseqüències
La victòria a Barcelona, i la d'uns mesos més tard a la Cartagena foren decisives pel domini francès del Mediterrani durant la Guerra dels Segadors i la Guerra dels Trenta Anys.
Hi ha un equip de recerca arqueològica subaquàtica que està treballant en la localització de les naus enfonsades en aquesta batalla, des del Consorci del Patrimoni de Sitges.